# Вероятностный процессор
Вероятностный процессор оперирует вероятностями на аппаратном уровне. Математический аппарат основан на теореме Байеса
В некотором роде, вероятностный процессор реализует аналоговые вычисления на технологии КМОП. Подобный подход, теоретически, позволяет эффективно реализовать приближенные вычисления, основанные на нечеткой логике или нейронных сетях.

## Области применения
Вероятностный процессор относится к специализированным процессорам и, преимущественно, будет использоваться в системах распознавания образов. Например, в биометрии, для диагностики заболеваний, в различных системах мониторинга, в системах технического зрения, системах распознавания голоса, фильтрации спама, фишинга, определении кредитоспособности заемщиков и многих других задачах. Вероятностный подход также предполагает решение технических задач стохастическими методами (методами Монте-Карло), с любой требуемой точностью решения.
Предполагается, что вероятностный процессор может использоваться в современных компьютерах в качестве еще одного сопроцессора наряду с графическим процессором, сигнальным процессором или ПЛИС (FPGA), обеспечивая высокую скорость и эффективность решения широкого круга специализированных задач.

## Прототипы

### PCMOS
На Международной конференции по полупроводниковым схемам (ISSCC 2009) исследователи из Rice University показали реально работающий вероятностный процессор PCMOS (probability-based complementary metal-oxide semiconductor). Прототип в 7 раз быстрее КМОП (CMOS) чипов, и при этом потребляет в 30 раз меньше энергии.

### GP5
Компания Lyric Semiconductor представила прототип специализированного процессора для коррекции ошибок твердотельной (флэш) памяти LEC (Lyric error correction). К 2013 году компания планирует представить универсальный программируемый вероятностный процессор GP5. Для новой аппаратной архитектуры разрабатывается новый язык программирования PSBL (Probability Synthesis to Bayesian Logic). Представить первую версию PSBL планируется в конце 2010 г.